# Aleksandr Orlinski
Aleksandr Orlinski (născut Aleksandr Krips; în rusă Александр Орлинский; n. 1892, Orhei, gubernia Basarabia, Imperiul Rus – d. 16 martie 1938, Vladivostok, RSFS Rusă, URSS) a fost un evreu basarabean, militar, jurnalist și critic de teatru sovietic. Potrivit unor critici literari, ar fi fost prototipul personajului „Latunski” din romanul „Maestrul și Margareta” de Mihail Bulgakov. A fost membru al Asociației Criticilor de Teatru sovietic.

## Biografie
S-a născut în orașul Orhei din același ținut, gubernia Basarabia, Imperiul Rus. A studiat la Universitatea din Sankt Petersburg, pe care însă, nu a absolvit-o. A luat parte activ la mișcarea studențească în legătură cu cazul Beilis. A fost membru al Partidului Socialist-Revoluționar. În decembrie 1918 a rupt cu socialiști-revoluționarii și a aderat la Partidul Comunist. În același an a aderat la Armata Roșie, participând la Războiul Civil. Din 1917 până în 1924 a fost membru al Biroului pentru deținuții de război din districtul militar Petrograd. Din ianuarie 1923 a fost comisar militar al celui de-al 2-lea asistent-șef de stat major al Armatei Roșii. în 1924 a devenit comisar al Departamentului organizatoric al Cartierului General al Armatei Roșii. În același an, a fost secretar general al organizației social-politice de apărare sovietică, OSOAVIAHIM.
A fost editorul revistei Современный театр („Teatrul contemporan”). A lucrat în „Glavrepertkom”, corpul principal al cenzurii teatrale sovietice. 
În anii 1920, printre altele, a criticat sever opera lui Mihail Bulgakov, a denunțat „bulgakovismul”, împreună cu Anatoli Lunacearski și Vladimir Maiakovski, a atacat Teatrul de Artă din Moscova (MHAT) pentru punerea în scenă a piesei Дни Турбиных („Zilele Turbinilor”). În 1926, l-a numit pe Bulgakov „un luptător al Gărzii Albe” într-un articol. Piesa teatrală a lui Bulgakov „Zilele Turbinilor” a fost definită de el ca „o demonstrație politică în care Bulgakov «face cu ochiul» rămășițelor gărzii albe”. A fost membru al consiliului de administrație al Societății Prietenilor Cinematografiei Sovietice (1927).
Împreună cu conducerea editurii „Teakinopeceat”, a fost acuzat de abuz (comercializarea editurii, care prin statutul său era o societate pe acțiuni cu participare de stat). În martie 1929, a avut loc un proces public asupra șefului editurii, Veaceslav Uspenski. În timpul procesului, au fost aduse acuzații grave, inclusiv politice, împotriva lui Uspenski și a colegilor săi. În cele din urmă, pe 28 martie același an, Uspenski s-a sinucis.
Din 1929 a devenit redactor la TASS, redactor-șef adjunct al ziarului За коммунистическое просвещение („Pentru educația comunistă”), unde uneori a continuat să publice critici de teatru. Din 1934, a fost șeful sectorului politic al Societății pe acțiuni „Kamceatka”, a locuit în Petropavlovsk-Kamceatski. În iulie 1937 a fost arestat în timpul Marii Epurări, iar în martie 1938 a fost condamnat în temeiul articolului 58 din Codul penal al RSFSR și împușcat la Vladivostok. A fost reabilitat în 1956.